# Huize Witham

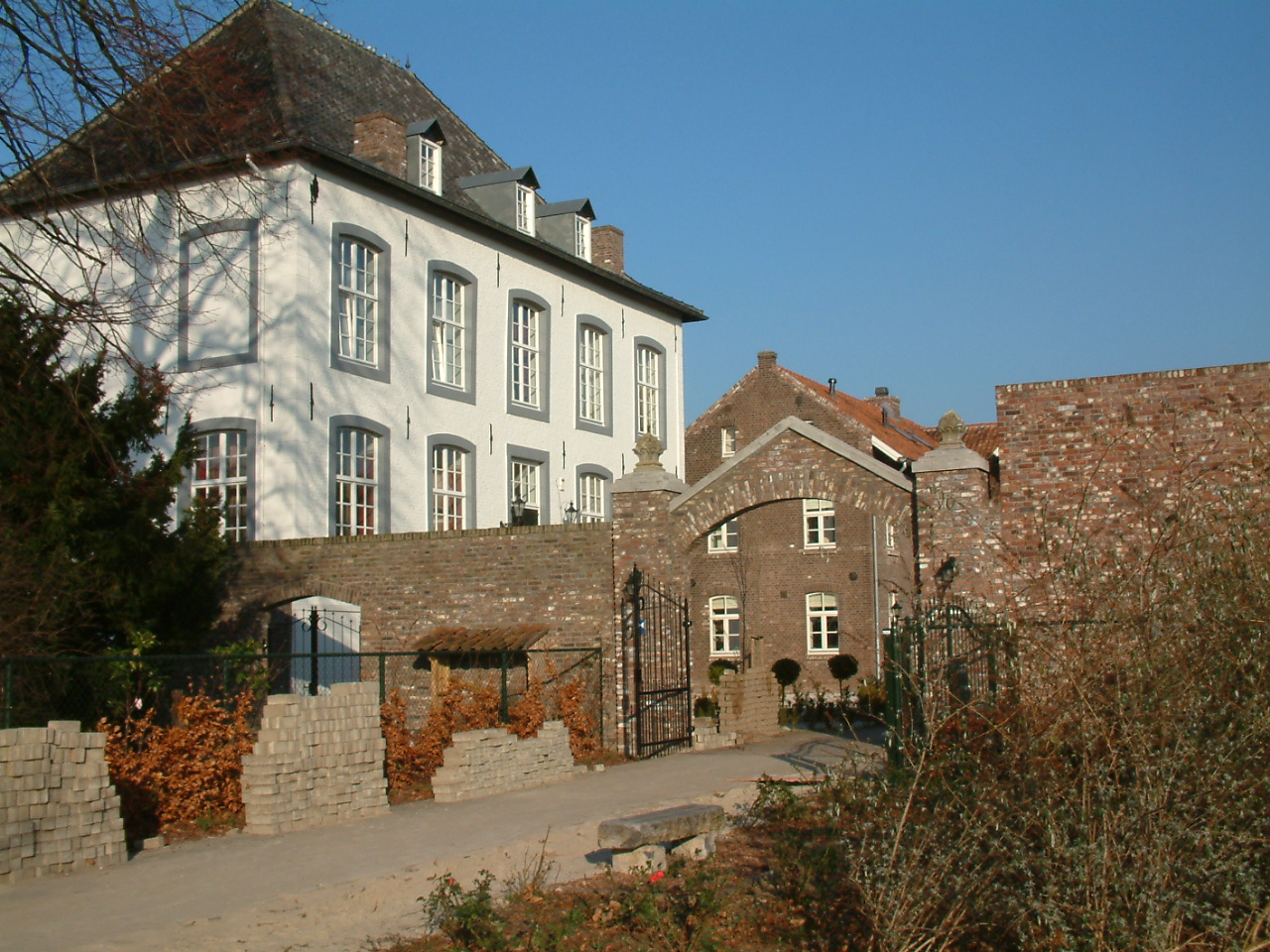
Huize Witham te Nieuwstadt in 2002

Kaart met kasteel anno 1640

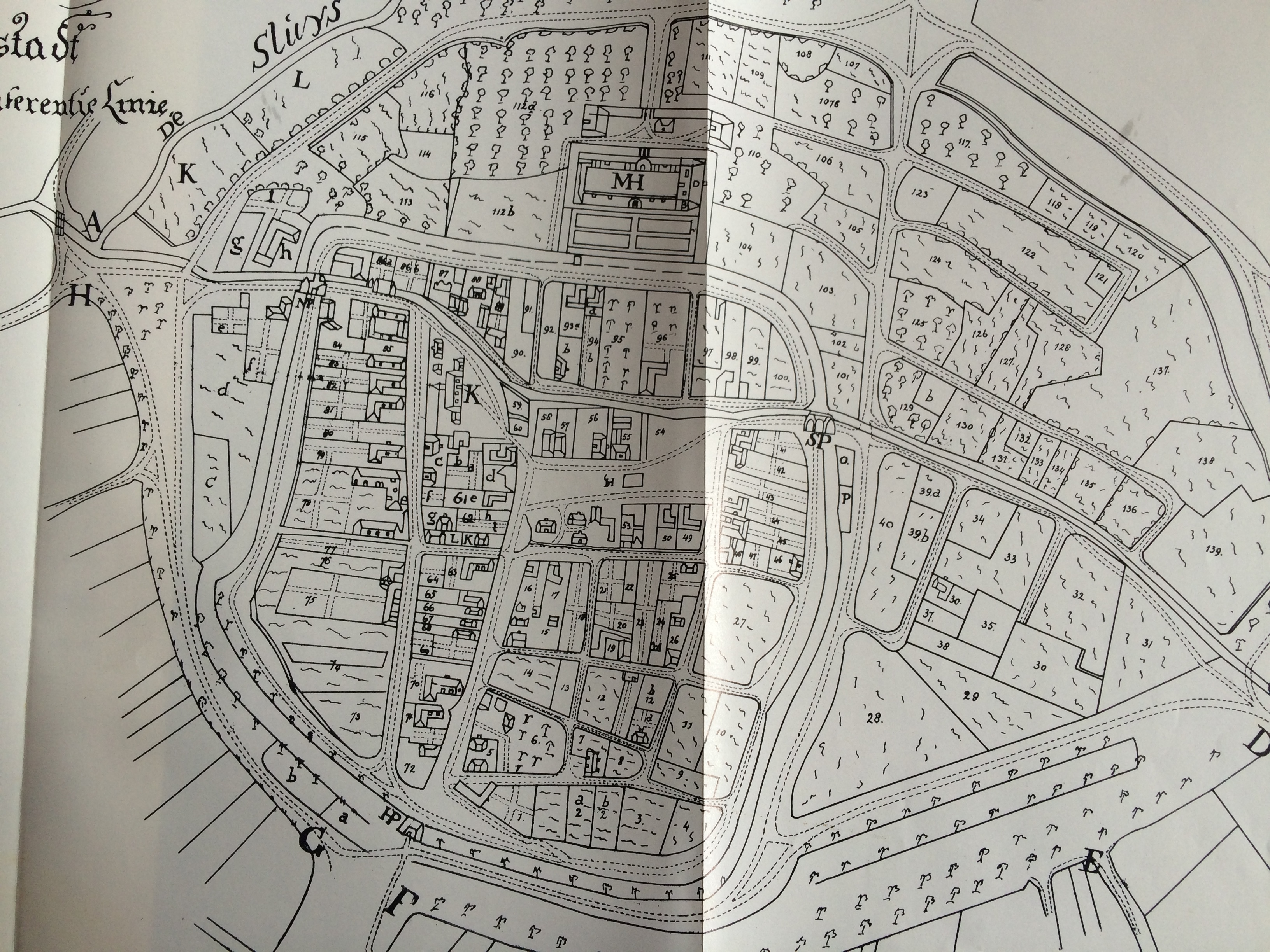
Landkaart 1728

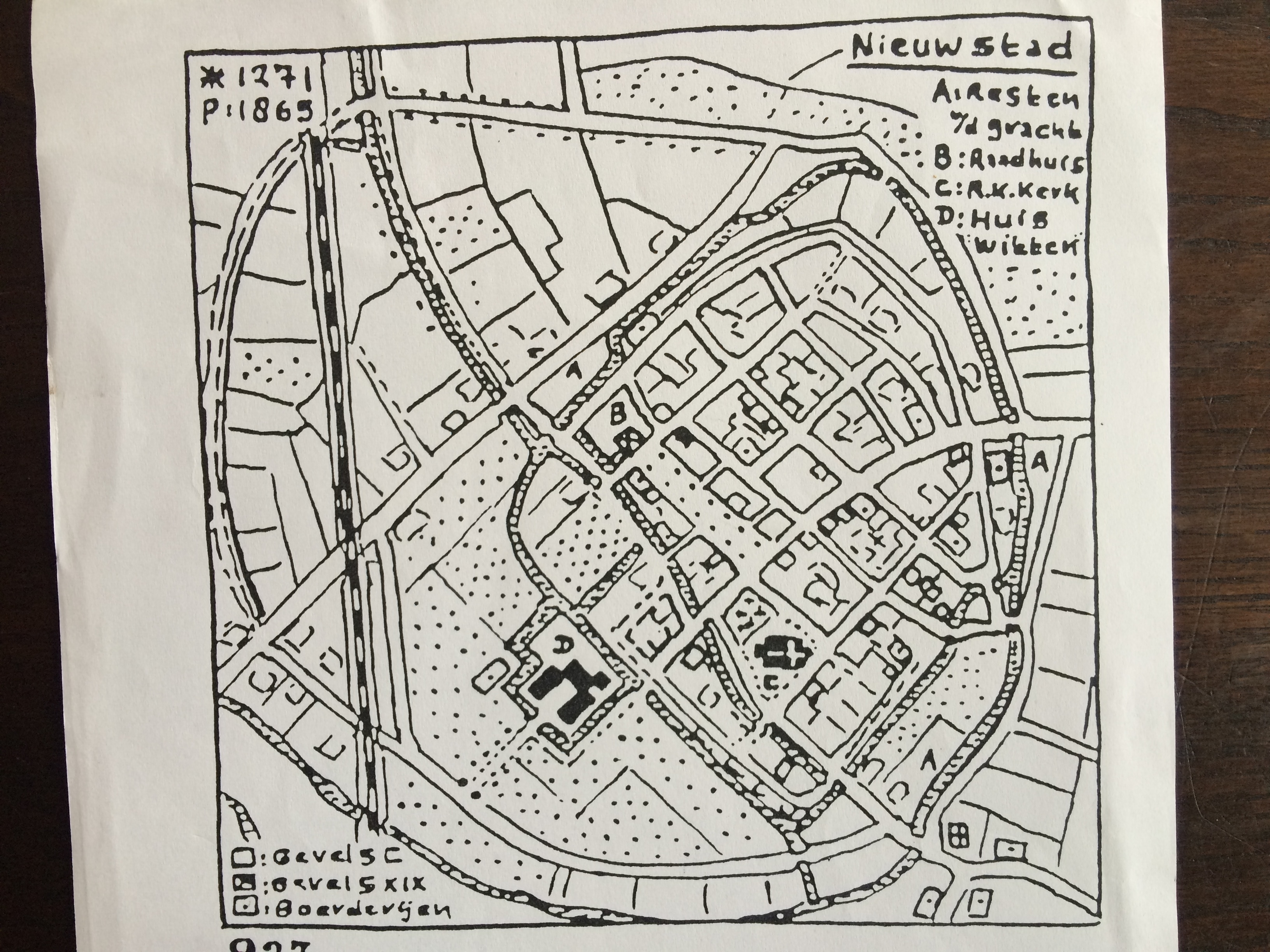
Grachtenkaart uit 1865

Huize Witham, tot 1998 Huis Wittem genoemd, is gelegen aan de zuidrand van het Nederlands Limburgse dorp Nieuwstadt dat deel uitmaakt van de gemeente Echt-Susteren.

## Ligging en beschrijving
Huize Witham is gelegen binnen het in 1242 voor het eerst genoemde plaatsje Nieuwstadt, dat ontstond bij de agrarische nederzetting "Helsene" in het dal van de Geleenbeek. Nieuwstadt is gesticht door Otto II van Gelre (1215 - 1271), bijgenaamd de Lamme. Hij was graaf van Gelre van 22 oktober 1229 tot zijn dood in 1271. Hij was de zoon van graaf Gerard III van Gelre (ook wel aangeduid als Gerard IV of Gerard V) en Margaretha van Brabant. De graaf had vele bijnamen. Voorbeelden hiervan zijn ‘de Lamme’, 'de Paardenvoet' of de ‘Hinkende’ vanwege zijn klompvoet. Een andere bijnaam was ook wel de Stedenstichter vanwege de vele plaatsen (29 stuks) die hij tot stad verhief waaronder Nieuwstadt. Nieuwstadt, dat een strategische functie had, kreeg aanvankelijk een ruime omwalling, maar is na een verwoesting in 1398 op kleinere schaal herbouwd. Het terrein van Witham kwam hierbij tussen de binnenste en buitenste omwalling te liggen. Het als herenhuis herbouwde complex ligt nu met de rug naar de wal van het verkleinde stadje gesitueerd. 
Het huidige Huize Witham is gebouwd in de 17e eeuw op de plaats en de restanten van een vroegere versterkte behuizing (Kasteel).
Het hoofdgebouw is een rechthoekig witgeschilderd herenhuis, opgetrokken uit baksteen. Het heeft drie woonlagen boven een hoog souterrain en is bedekt met een hoog ingesnoerd schilddak. In het midden van de brede voorgevel bevindt zich de ingang, te bereiken via een dubbele trap. Van een kasteeltje, kasteelachtig huis, burcht, versterkte  riddermatige behuizing of kasteelboerderij is met recht sprake door onder meer de aanwezigheid van een onderkeldering van het huis met muren van twee meter dik, voorzien van schietgaten, vermoedelijk de restanten van het middeleeuwse kasteel waarop het herenhuis is geplaatst. Tegen het midden van de achtergevel bevindt zich een halfronde gesloten uitbouw, die wellicht ooit als kapel heeft gediend. Dit gedeelte dat eveneens op de oude fundamenten is gebouwd, zou het oudste deel van het oudere kasteel zijn.  Een ander bewijs van een riddermatige behuizing blijkt onder meer uit de vrij brede grachten, waarvan nog stukjes droge bedding aanwezig zijn.
Het huis ligt aan een ombouwd voorplein, afgesloten door een muur en met een grote toegangspoort. Huize Witham is vanuit het stadje bereikbaar via de Elsenewal, de oorspronkelijke 13e-eeuwse stadswal, en een brug over de gracht.
Bij het kasteel liggen nu als bijgebouwen een carrévormige hoeve uit het begin van de 19e eeuw en een tiendschuur. De aanwezigheid van deze tiendschuur wijst er op dat de Heren van Witham als eigenaar van de gronden een tiende van de oogst mocht heffen als vergoeding voor het gebruik hiervan. 
Langs een lange oprijlaan ligt een "vergeten fruit" hoogstam boomgaard met een hertenwei en een afzonderlijke schapenweide. Aan de linkerzijde van Huize Witham staat een enorme, beschermde lindeboom van ongeveer 200 jaar oud.

## Het oorspronkelijke kasteel
Wanneer het oorspronkelijke Witham is gebouwd is onduidelijk, maar het stamt vermoedelijk uit de middeleeuwen. In 1536 was er sprake van een huis "buiten de muren" van het stadje dat mogelijk hetzelfde was als de "Hofstat" dat in 1474 is genoemd. In 1643 verklaarde Otto Willem Schenck van Nydeggen, dat het huis meer dan een eeuw geleden in de oorlog tussen Brabant en Gelre was verwoest. Hij heeft het huis weer laten herbouwen. Dit huis is te zien op een plattegrond van Nieuwstadt uit 1728. 
Acht generaties later laat een telg uit diezelfde familie Van Hoensbroeck (de familie van het kasteel in Hoensbroeck paste haar naam in de loop van de eeuwen aan) het huis bouwen dat aan de Elsenewal staat. Als de markgraaf van Hoensbroeck in het begin van de 18e eeuw Huis Wittem bouwt, bestaat de halfronde uitbouw al. Ook een deel van de oude kelders handhaaft hij. Maar al het overige is nieuw. Omdat het huis toch geen verdedigingsfunctie meer heeft, kiest van Hoensbroeck voor een riant herenhuis waar de familie een aangename tijd kan doorbrengen. In 1788 gaat Wittem over naar de familie Saint Remy, die dan ook al het nabijgelegen Huize Holtum bezit. De Franse revolutie maakt een einde aan het bezit van beide Huizen.

## Benaming
De naam : Wittem of Witham ? 
Huize Witham werd door de tijd heen op verschillende manieren betiteld. De Schrijfwijze “Huis Wittem” verwijst naar de graven van Wittem die in de 15e eeuw eigenaar werden van het complex. In 1931 interpreteerde Gerard Krekelberg Wittem als ‘witgekalkt huis’. Maar volgens een voormalig stadsarchivaris van Sittard is dat onjuist. Hij verklaart de naam door de belening van de heren van Wittem met het kasteel te Nieuwstadt. Volgens de leenaktenboeken van Gelre werd dat kasteel in 1444 verheven door Frederik van Wittem. In 1998 werd gekozen voor “Huize Witham” om verwarring met het kasteel Wittem in Zuid-Limburg te voorkomen.Maar om etymologische redenen zijn er ook argumenten om aan te nemen dat toen de heer van Gelre Nieuwstadt helemaal nieuw stichtte de naam Witham al gebruikt werd voor een hoeve die voor het kasteel op de huidige locatie stond.
Wat Witham destijds betekende is moeilijk in één zin uit te leggen. Het woord is van Keltische of zelfs pre-Keltische oorsprong. Soms wordt het gebruikt als naam voor een waterloop, een waterig gebied, soms voor dorpen of plaatsen of gebouwen. 
De term Witham wordt in middeleeuwse oorkonden gebruikt voor “boshuis” en is afgeleid van het Oudhoogduitse widu; woud, en van ham of heim: huis. Dat werpt een heel ander licht op het ontstaan van het complex Witham. Mogelijk is dus de naam Witham ouder dan de naam Wittem omdat die reeds voorkomt voordat de heren van Wittem eigenaar werden van de boerderij te Nieuwstadt.  Witham betekent dan “Een boerderij in een Elzenbos” met de naam Elsene.
In een geschil anno 1382 over tienden geheven te Nieuwstadt is er sprake van ‘Den have ter Nuwerstadt‘. De bewoners ervan innen de tienden, een soort belasting. Volgens Venner blijkt dat de bewoners of eigenaars te zijn van Huize Witham. De tienden werden opgeslagen in de tiendschuur. Nog rond 1670 is er sprake van de grote tiende die in bezit was van de toenmalige eigenaar van Huize Witham, Arnold Adriaan, markies en heer van Hoensbroek. Aangezien de bewoners van het latere Huize Witham ook die tienden zullen innen, is het niet onlogisch om in deze ‘have’ de voorloper te zien van Huize Witham. De hoeve groeide uit tot een versterkte boerderij en uiteindelijk tot een kasteel.
In deze visie werd de oorspronkelijke boerderij voorzien van defensieve elementen waardoor het karakter van een kasteel werd verkregen. Een kerkelijk visitatierapport uit 1751 - een verslag van een onderzoek naar de toestand in een parochie - heeft het nog over het ‘castellum de Wittem sub Nieuwstadt’ oftewel Kasteel Wittem in Nieuwstadt. In de volksmond is het altijd het kasteel gebleven. De huidige keldermuren zijn twee meter dik en zouden de funderingsresten kunnen zijn geweest van een ouder kasteel. Wellicht geldt dat ook voor de onderbouw van de halfronde uitbouw, het torentje, bij Huize Witham. Dit keldermuurwerk is dus ouder dan het huidige herenhuis uit de 18e eeuw. Het is dus mogelijk een restant van een middeleeuwse weerwerk van het toentertijd versterkte adellijk huis. Dit torengedeelte is opzettelijk bewaard gebleven, omdat in zijn muurdikte de put voor de watervoorziening is uitgespaard.
Een ander argument dat pleit voor een boerderijachtige voorloper van het huidige kasteelachtige huis is de vaststelling dat Huize Witham iets lager ligt dan de omringende open ruimte en de boerderijgebouwen en dus ouder moet zijn. Deze omgeving zou derhalve jonger dan de bebouwing. Het huidige kasteelachtige huis kan dus best gebouwd zijn op de plaats van een eerder kasteel en dat kan gestaan hebben op de plaats van een boerderij. Hier zij nog vermeld dat rondom Huize Witham de restanten liggen van
het grachtenstelsel van zowel het herenhuis als van een verdwenen voorburg. 
Wat verklaart het ontstaan van die oorspronkelijke boerderij?
Men voelt veel voor de visie van historicus R. Verstaen die jaren onderzoek heeft gedaan naar de geschiedenis van Nieuwstadt en Huize Witham. Hij suggereert dat Nieuwstadt en Huize Witham wellicht tegelijkertijd zijn ontstaan. In deze zin hangt het ontstaan van de open ruimte rond het kasteel nauw samen met het ontstaan van Nieuwstadt als versterkte nederzetting (‘Oppidum’). De graven van Gelre stichtten dus een ‘Nieuwe stad’ en tezelfdertijd laten ze een boerderij bouwen of maken zich meester van een boerderij die hun economische belangen moet dienen. Omstreeks 1225 is de plek waar Nieuwstadt ligt eigendom geworden van de graven van Gelre. Vermoedelijk werd daar toen een boerderij gebouwd - het latere Huize Witham - alsmede een stad gesticht, het latere Nieuwstadt.
Nieuwstadt is ontstaan te Elsene zoals te lezen valt in de rand van een zegel van een akte van de graven van Gelre uit 1277. Daar staat namelijk “ S. NOVE VILLE APUD HELSENE COMITIS GELRENSIS “ hetgeen betekent: ‘Sigillum' van de nieuwe stad te (H)elsene van de
graven van Gelre’ . De bewoner van de boerderij kon, uit naam van de graaf van Gelre, een zekere controle houden op de gang van zaken in de ‘Nieuwe stad’. Bovendien kon hij, voor de graaf van Gelre, de verplichte bijdragen in geld of in natura in ontvangst nemen en opslaan in bijvoorbeeld de tiendschuur. Deze situatie verklaart ook de verkaveling van de open ruimte rond Huize Witham. Dat deze versnipperd was kwam doordat de Heer van Gelre, de uiteindelijke eigenaar van de grond, deze grond in pacht had gegeven aan kolonisten, boeren uit andere streken die hun geluk kwamen zoeken in de nieuwe stad.
Wat wordt bedoeld met het woord ‘Elsene‘ uit het stadszegel?
Volgens historicus R. Verstaen ontleenden in de middeleeuwen pioniers in een streek de naam van een eerste nederzetting vaak aan botanische kenmerken van de omgeving. Zo zou het Elsene uit het zegel kunnen verwijzen naar een plaats met veel elzen.
Dat er in het verleden (veel) elzen stonden te en in de omgeving van Nieuwstadt is een feit. De naamgeving ‘Elsene’ verwijst vaak naar een lager gelegen stuk grond dat om die reden met elzen beplant was. In de vroege middeleeuwen werden elzen immers vaak aangeplant in drassige stukken grond die in of nabij een beekdal waren gelegen. In het geval van Nieuwstadt was dat het dal van de Geleenbeek. Het is dus heel aannemelijk de voorloper van Huize Witham een herenboerderij is geweest op een plek waar veel elzenbomen stonden. Deze visie wordt ondersteund door de etymologische interpretatie van het woord ‘Witham’ wat ‘huis in een bos’ wil zeggen.

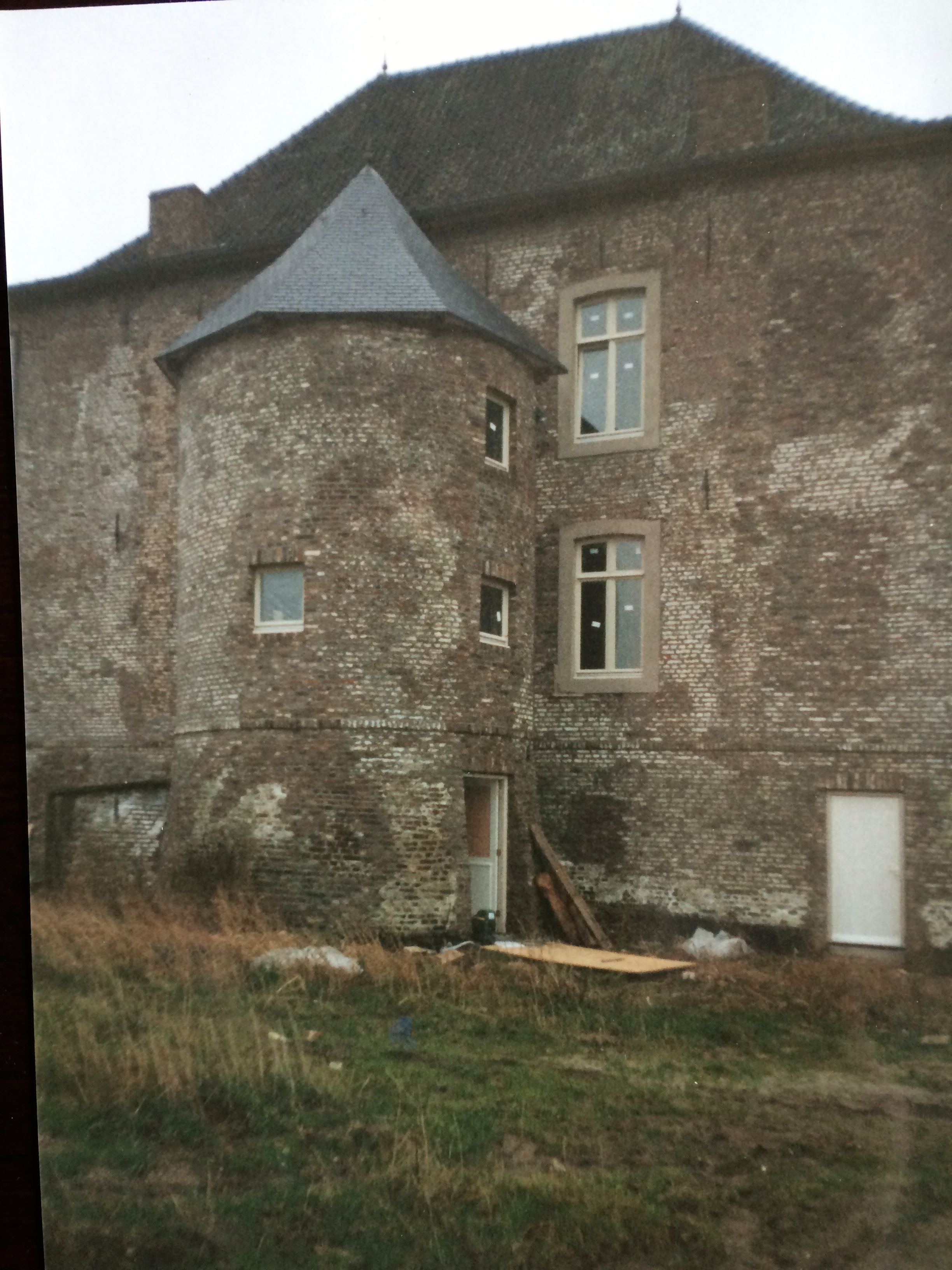
Torentje tijdens de grote restauratie
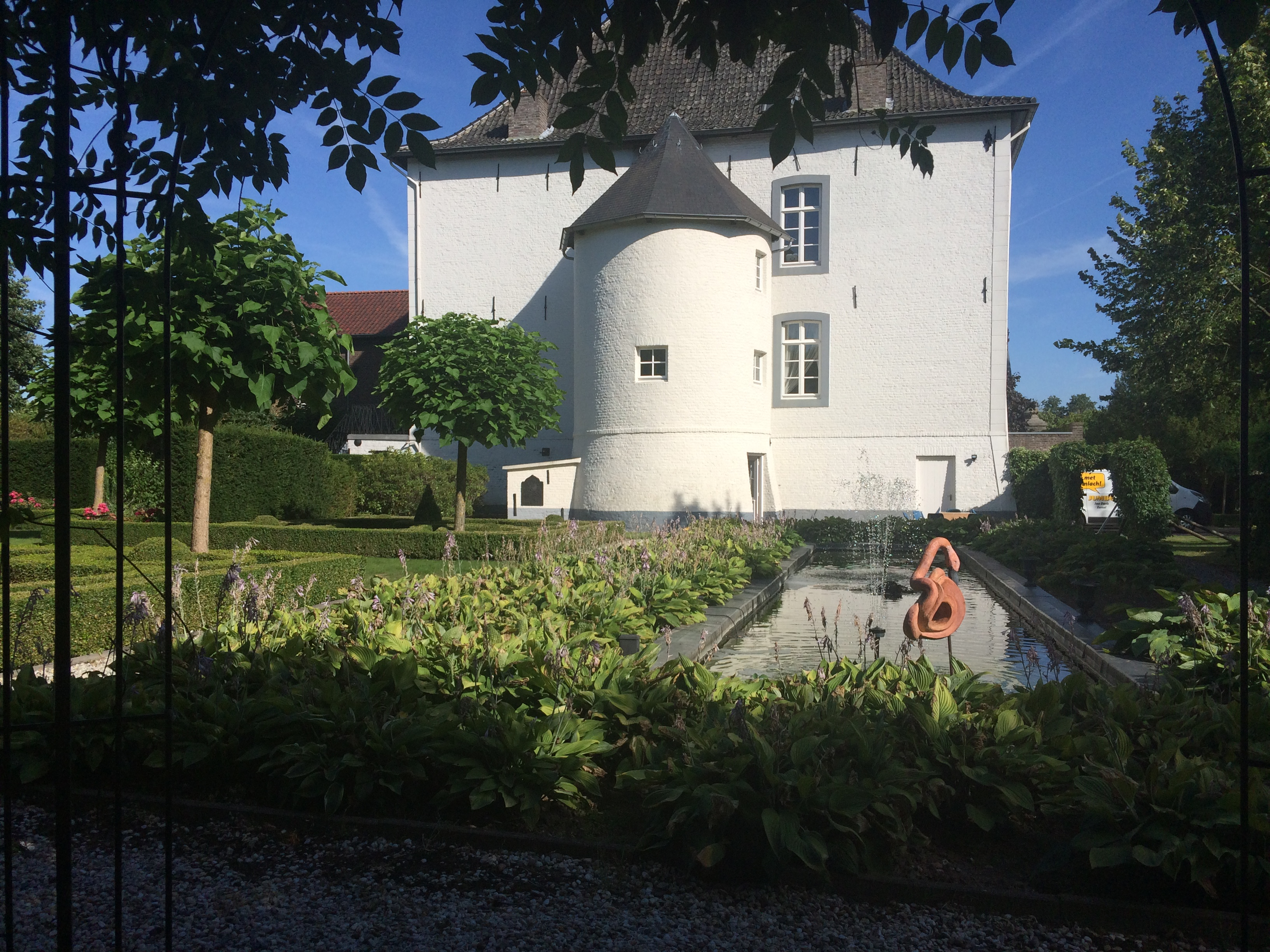
Achterzijde met torentje
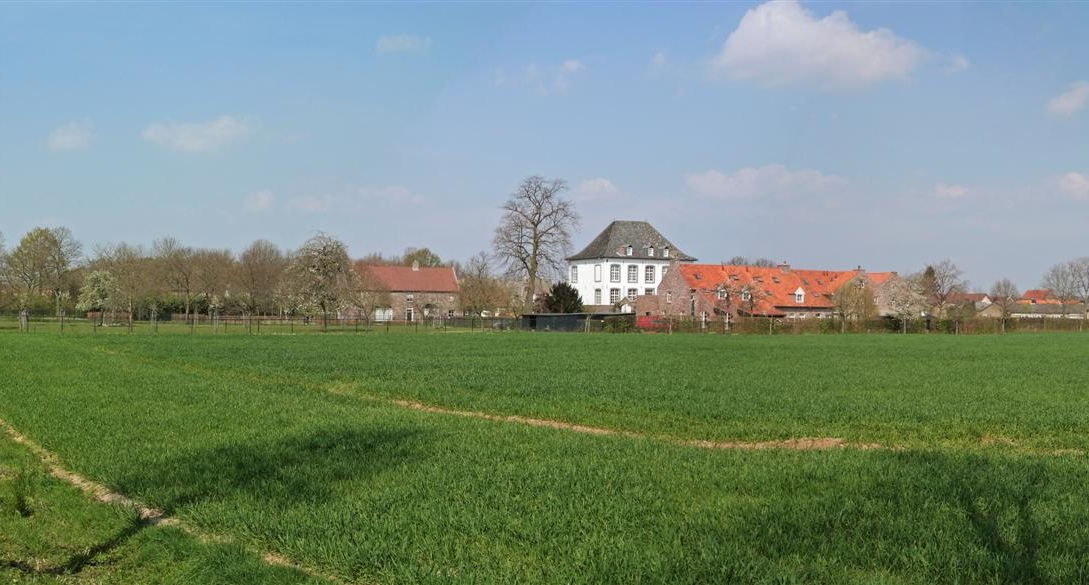
Het huis vanuit de schapenwei
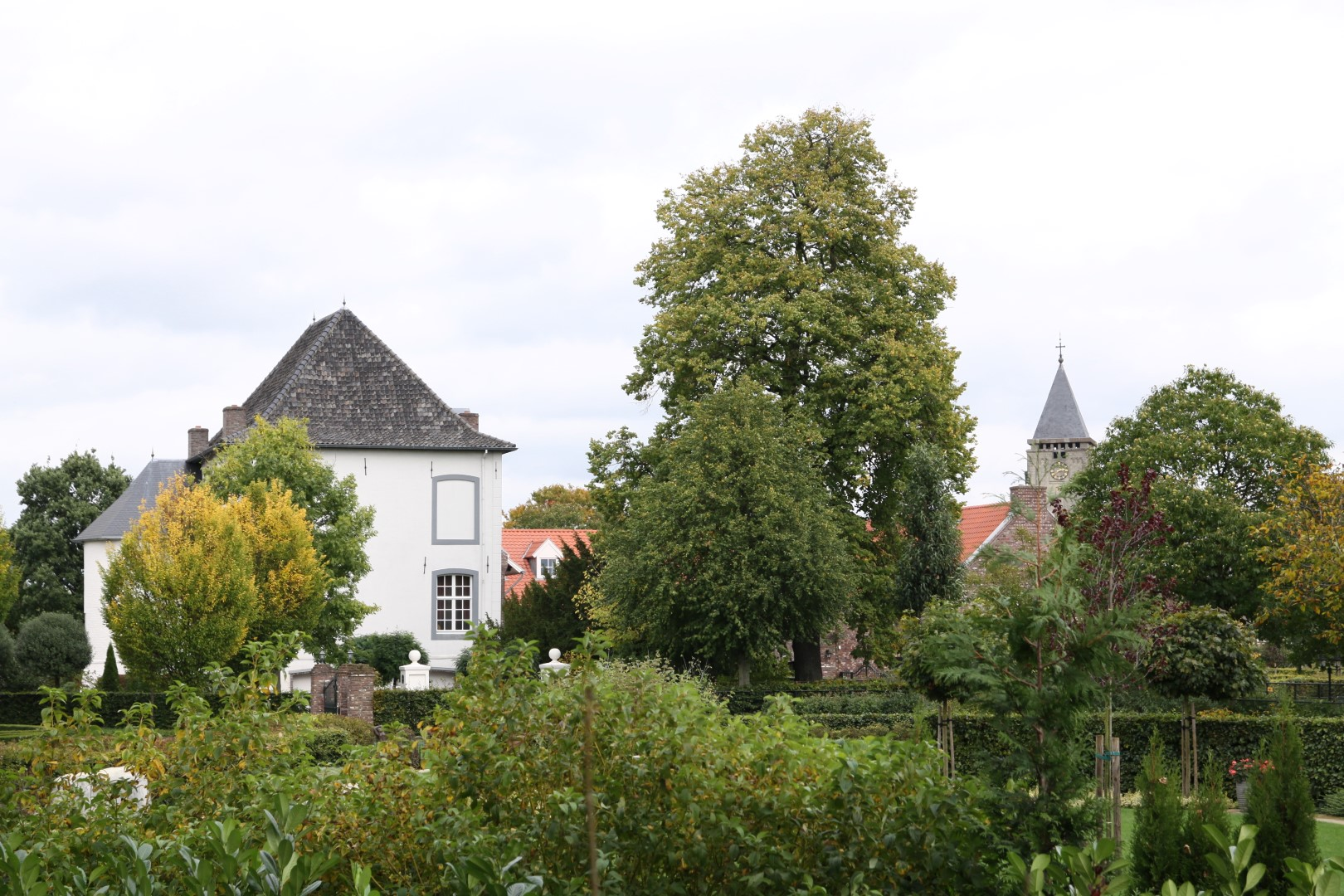
Witham vanaf tiendschuur

## Geschiedenis en bewoners
Nieuwstadt werd voor het eerst genoemd in een historische akte uit 1242 als "Nove Ville apud Helsene". In dit document wordt Nieuwstadt erfelijk overgedragen aan Graaf Reinoud door diens oom Hendrik van Gelder, Heer van Montfort. Het dorp had vermoedelijk al wallen en grachten om zich te verdedigen. Het kreeg omstreeks 1250 stadsrechten en in 1290 trad Nieuwstadt zelfstandig op als stad, deel uitmakend van het Gelders Overkwartier. In 1398 werd het echter met de grond gelijk gemaakt door zijn eigen heer, Willem van Gelder, die hiermee wilde verhinderen dat de Brabanders en Luikenaren zich er zouden nestelen.
In 1444 werd Frederik van Wittem beleend met de Gelderse leengoederen te Nieuwstadt en in 1474 gingen deze over naar zijn broer Johan van Wittem. Door het huwelijk van dochter Maria van Wittem met Arnold van Ghoor, heer van kasteel Heel, kwam het kasteel in 1510 in handen van Jan van Ghoor. Zijn dochter trouwde met Johan van Groesbeek en hun zoon Seger droeg Witham over aan zijn zwager Arnold II Huyn van Amstenrade, heer van Geleen, gehuwd met Anna van Groesbeek.
In 1536 was er sprake van een huis 'buiten de muren', mogelijk hetzelfde huis dat in 1474 als "Hofstat" genoemd staat. In 1643 liet Otto Willem Schenck van Nydeggen in een verklaring optekenen dat het huis een eeuw geleden werd verwoest.
Op de landkaart uit 1728 staat in de burcht MH vermeld hetgeen staat voor Markies van Hoensbroeck. Op deze kaart is ook nog duidelijk de voorburcht te zien waarvan nu nog de huidige tiendschuur is overgebleven.
Rond 1850 kwam er een einde aan het adellijk eigendom van Huis Witham en werd de familie Roosen de nieuwe eigenaar. Zij werden achtereenvolgens opgevolgd door de families Lemaire, Widdershoven, Rutten en Roebroeck.
In 1936 werd de familie Voncken de nieuwe eigenaar van het huis en de bijgelegen boerderij. In de Tweede Wereldoorlog fungeerde het huis als verpleeghuisvoor zowel Nederlandse en Duitse militairen. In de jaren na de oorlog werd het gebruikt als onderdak voor daklozen en vluchtelingen. Hierna werd het pand sterk verwaarloosd waarna het in verval raakte en verviel tot bouwval.
Vanaf 1998 werd het in slechte staat verkerende complex onder toeziend oog van Monumentenzorg volledig gerestaureerd en in de stallen rondom het binnenplein werden 8 woningen gerealiseerd. Het herenhuis werd na de restauratie aangekocht en bewoond door An en Dieter Minning. Deze hebben het herenhuis in 2014 verkocht aan Jan en Sandra Daris. In 2017 hebben zij het weer verkocht aan Truus en Koos Tiemersma.

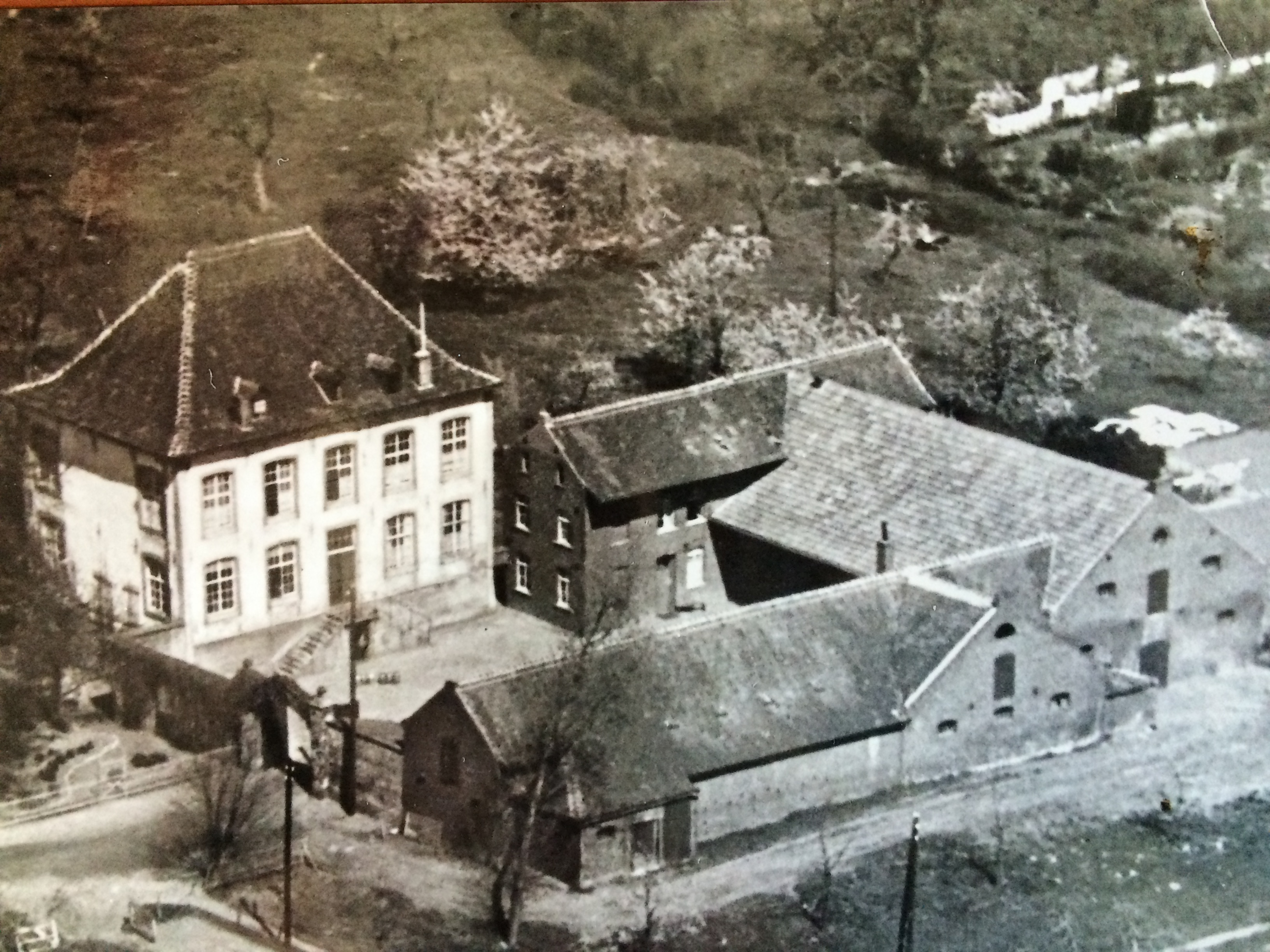
Huis Wittem anno 1950
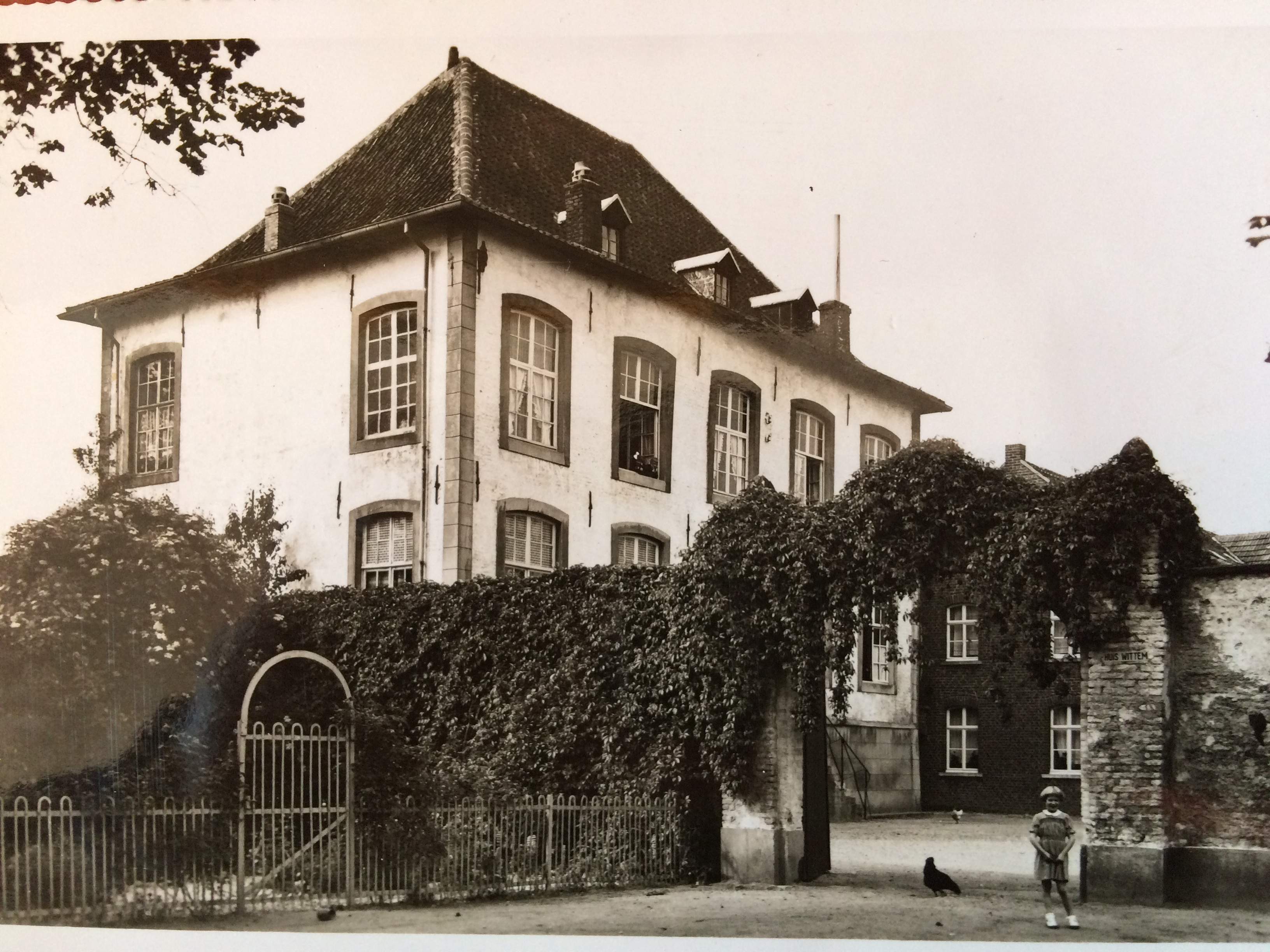
Huis Wittem anno 1951
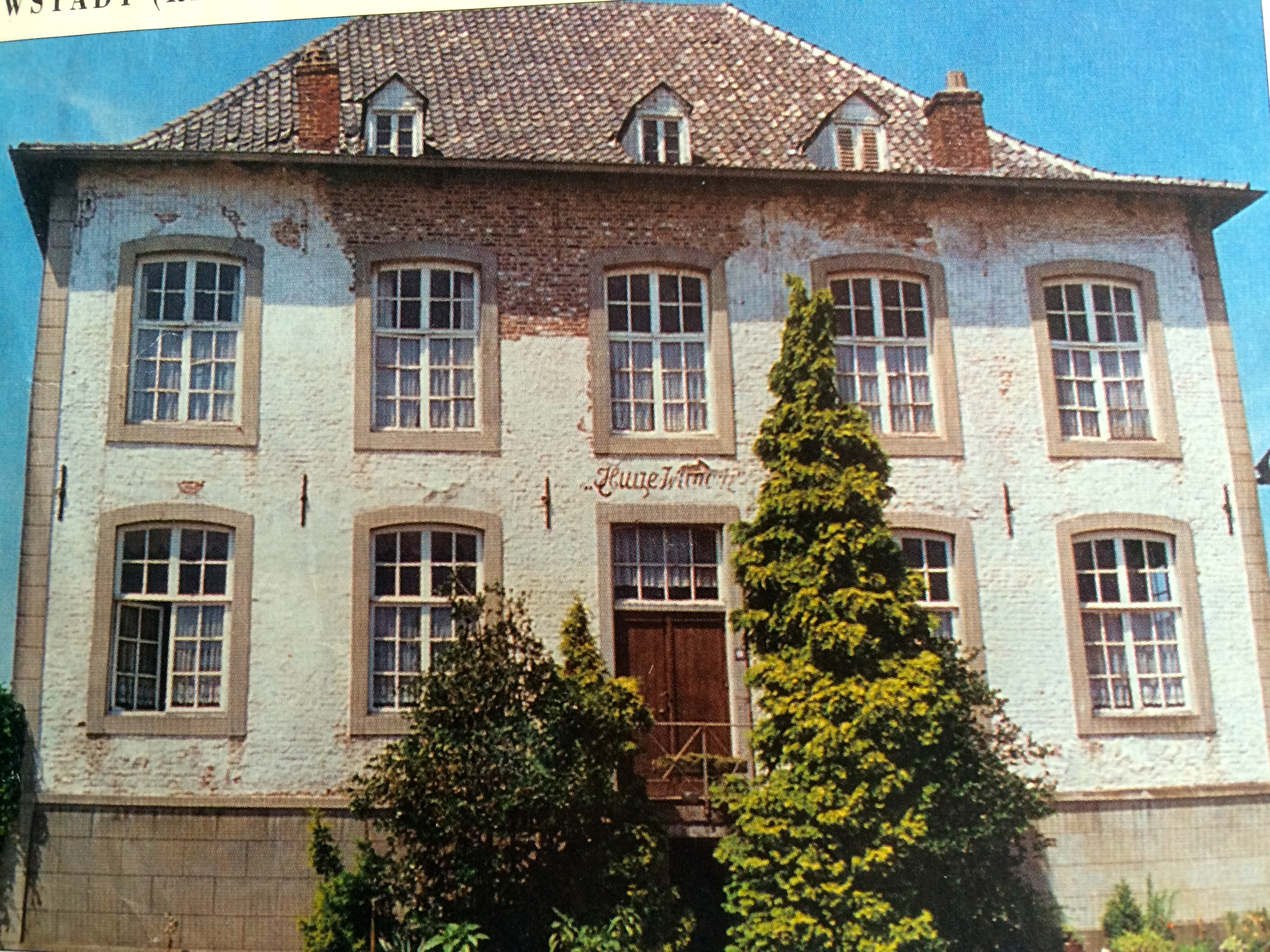
Huis Wittem voor de restauratie in 1998
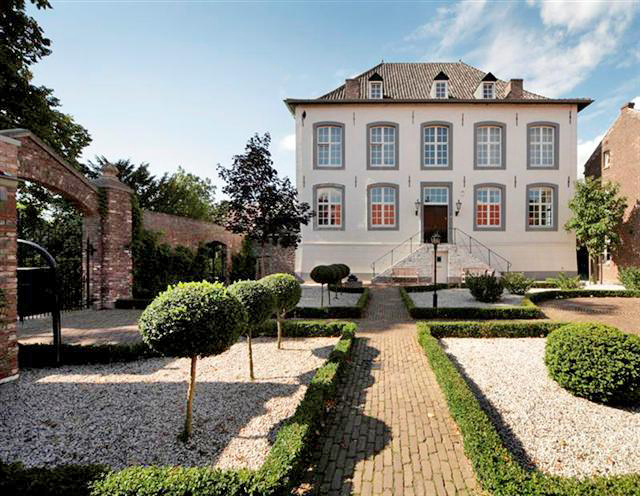
Huize Witham na de restauratie in 2000
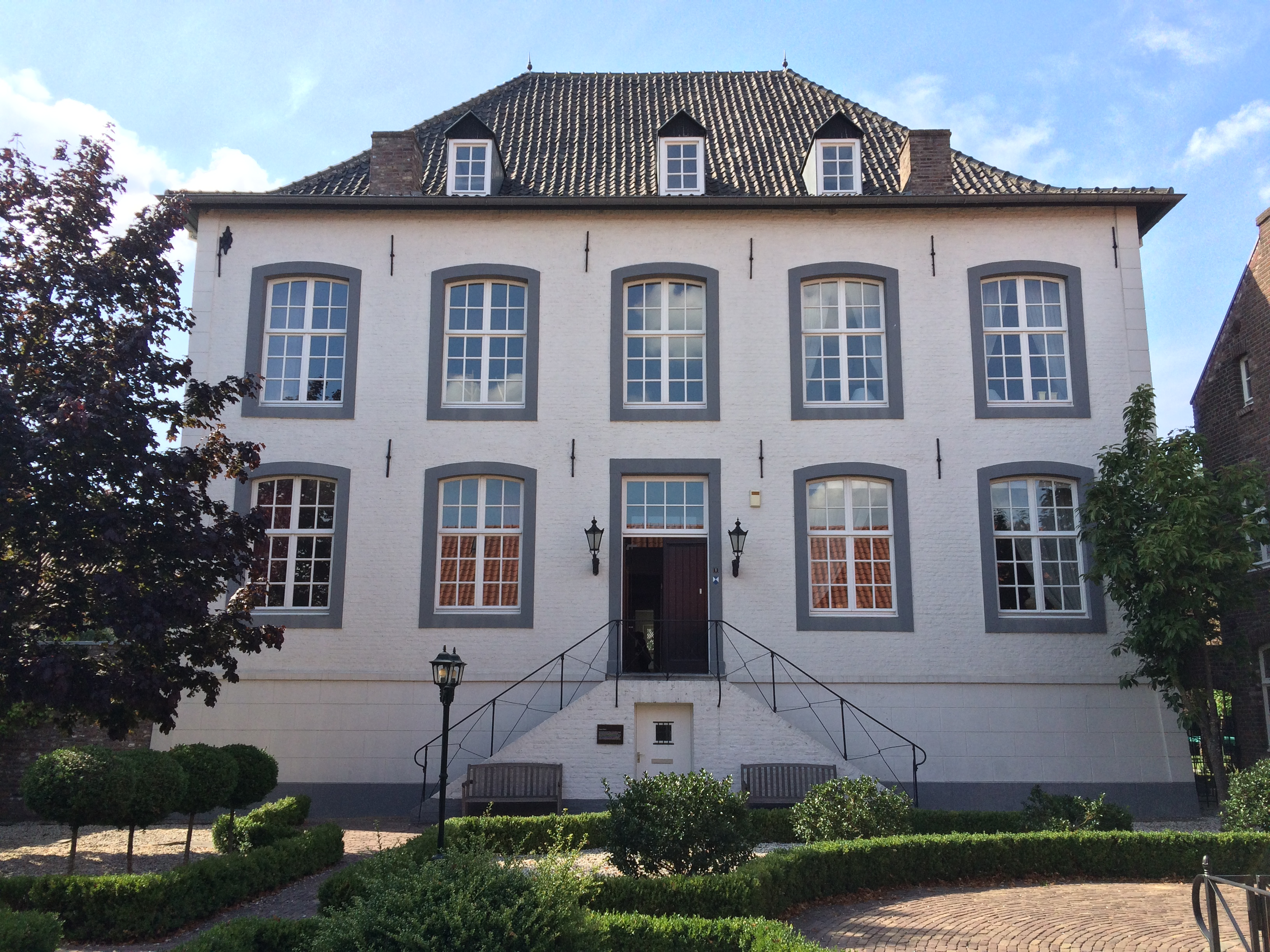
Huize Witham na de restauratie
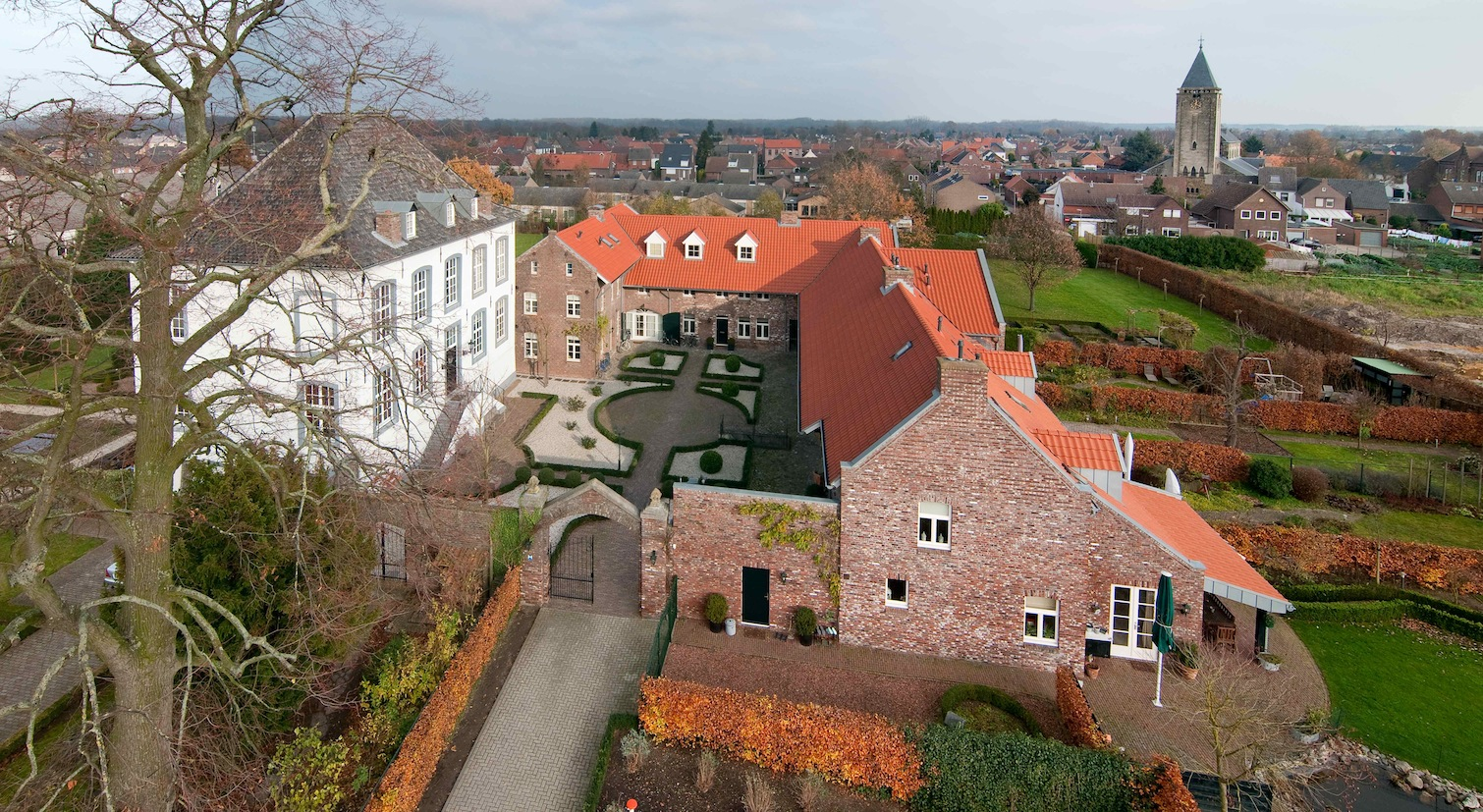
Huize Witham met carrévormige hoeve

## Eigenaren/bewoners van het kasteel
| Van  | Tot   | Eigenaar                                    | Opmerking                           |
| ---- | ----- | ------------------------------------------- | ----------------------------------- |
| 1414 | 1444  | Jan van Wittem                              |                                     |
| 1444 | 1474  | Frederik van Wittem                         | gehuwd met Catarina Hoen zu Broeck. |
| 1474 | 1492  | Johan van Wittem                            | gehuwd met Johanna van Wittem.      |
| 1492 | 1510  | Johanna Baez                                | weduwe van Johan van Wittem.        |
| 1510 | 1536  | Arnold van Ghoor Heer van Heel              | gehuwd met Maria van Wittem.        |
| 1536 | 1540  | Jan van Groesbeek Heer van Heumen           | gehuwd met Bertha van Ghoor.        |
| 1540 | 1597  | Arnold Huyn van Amstenrade, heer van Geleen | gehuwd met Anna van Groesbeek.      |
| 1597 | 1620  | Philip van Bentinck                         | gehuwd met Alverta van Vlodrop.     |
| 1620 | 1633  | Christoffel Schenk von Nydeggen             | gehuwd met Adelaide von der Lippe.  |
| 1633 | 1670  | Otto Schenk von Nydeggen                    | proost van Xanten.                  |
| 1670 | 1691  | Zusters Ursulinnen van Roermond             |                                     |
| 1691 | 1700  | Pierre Chanon en Sophie Roo                 |                                     |
| 1700 | 1745  | Arnold Adriaan                              | Markies en Heer van Hoensbroeck.    |
| 1745 | 1756  | Johan Willem Adriaan van Hoensbroeck        |                                     |
| 1756 | 1788  | Joseph Arnold van Hoensbroeck               | kanunnik te Luik en Trier.          |
| 1788 | 1850  | Baron Philippe Joseph de St. Remy           |                                     |
| 1850 | 18..  | Familie Roosen                              |                                     |
| 18.. | 18..  | Familie Lemaire                             |                                     |
| 18.. | 19..  | Familie Widdershoven                        |                                     |
| 19.. | 19..  | Familie Rutten                              |                                     |
| 19.. | 1936  | Familie Roebroeck                           |                                     |
| 1936 | 1940  | Familie Voncken-Stassen                     |                                     |
| 1940 |       | Opvang Nederlandse militairen               |                                     |
| 1942 | 1945  | Opvang Duitse militairen                    |                                     |
| 1945 | 1948  | Opvang daklozen en vluchtelingen            |                                     |
| 1948 | 1998  | Familie Voncken                             | Restauratie in 1998 - 2000          |
| 1998 | 2014  | Dieter en An Minning                        |                                     |
| 2014 | 2017  | Jan en Sandra Daris                         |                                     |
| 2017 | heden | Truus en Koos Tiemersma                     |                                     |